# Croton sancti-lazari
Croton sancti-lazari là một loài thực vật có hoa trong họ Đại kích. Loài này được Croizat mô tả khoa học đầu tiên năm 1945.